# КК Сутор Монтегранаро
КК Сутор Монтегранаро (итал. Sutor Basket Montegranaro) је италијански кошаркашки клуб из Монтегранара. Тренутно се такмиче у Серији А.

## Историја
Клуб је основан 1947. године. Већину година су играли у нижим ранговима а 2001. године први пут стижу до друге лиге. Већ након једне сезоне су се вратили у трећи ранг али су 2004. поново стигли до друге лиге, а већ 2006. су први пут заиграли у највишем рангу Серији А.

## Познатији играчи
- Иван Зороски
- Душан Млађан
- Дејан Мусли